# Stefan Florian Dembowski
Stefan Florian Stanisław Dembowski herbu Jelita (ur. 27 września 1727 roku – zm. 29 kwietnia 1802 roku w Warszawie) – marszałek Trybunału Głównego Koronnego w Lublinie w 1776 roku, kasztelan czechowski w 1774 roku, poseł na Sejm, desygnowany na następcę Tadeusza Kościuszki w przypadku jego śmierci, członek konfederacji Sejmu Czteroletniego w 1788 roku.

## Życiorys
Urodzony 27 września 1727 roku jako syn referendarza koronnego Antoniego Sebastiana i Salomei z Rupniewskich. W grudniu 1736 r. ojciec odstąpił mu tytuł starosty tymbarskiego. Uczęszczał do szkoły teatynów w Warszawie. W 1747 r. wysłany wraz z bratem w podróż zagraniczną w celu nauki języków, odwiedził Wiedeń, Rzym i Paryż.
Po powrocie do kraju został w 1753 r. asesorem sądów kanclerskich, a 3 lutego 1755 r. mianowany został starostą płockim. Za przykładem stryja Stanisława Dembowskiego z powodzeniem kandydował na Sejm w 1752 i Sejm w 1758 r., ale nie wyróżnił się podczas obrad. Następnie poseł na sejm konwokacyjny 1764 roku  z województwa płockiego. Był konsyliarzem konfederacji generalnej 1764 roku. Jako marszałek konfederacji województwa płockiego i poseł tego województwa na sejm elekcyjny 1764 roku był elektorem Stanisława Augusta Poniatowskiego z województwa płockiego. Wkrótce potem został marszałkiem konfederacji płockiej, jednak nie odegrał w niej większej roli. Jako zwolennik króla nie opowiedział się za konfederacją barską.
20 marca 1774 r. został mianowany kasztelanem czechowskim; następnie w latach 1775–1776 był marszałkiem Trybunału Głównego Koronnego, gdzie zdobył sobie opinię uczciwego sędziego. W latach 1780–1782 zasiadał w składzie Rady Nieustającej, następnie uczestniczył w pracach Sejmu Czteroletniego. W czerwcu 1791 r. wszedł do Komisji Policji Obojga Narodów. Był komisarzem z Senatu w tej komisji w 1792 roku. Po rozwiązaniu konfederacji targowickiej należał do organizacji konspiracyjnych, desygnowano go na następcę Tadeusza Kościuszki w przypadku jego śmierci oraz powierzono przewodnictwo Komisji Porządkowej woj. krakowskiego, która 13 maja 1794 r. odebrała z Wawelu kosztowności kościelne na potrzeby powstania.
Zmarł 29 kwietnia 1802 roku w Warszawie.

### Życie prywatne
Od 27 czerwca 1756 r. żonaty z Ewą Tarłówną (1736–1808), córką starosty goszczyńskiego, która w 1771 r. odziedziczyła pałac Tarłów w Warszawie. Para miała dziesięcioro dzieci: Antoninę (kanoniczkę warszawską), Floriana Dembowskiego, Mikołaja (kanonika kamienieckiego), Józefę, Ludwikę, Eleonorę, Jana Sebastiana (ekonomistę, pisarza), Stanisława (pułkownika), Teodora Mikołaja (senatora) i Ignacego.

## Odznaczenia
- Order Świętego Stanisława (1766 r.)[4]
- Order Orła Białego (1780 r.)[4]